# Schönebeck’sche Stiftung

Bartholomäus (I) Schönebeck, Aquarell nach einem zeitgenössischen Ölgemälde

Extrakt aus der Stiftungsurkunde

Die Schönebeck’sche Stiftung ist eine der ältesten noch bestehenden Familienstiftungen des bürgerlichen Rechts in Deutschland. 

## Geschichte
Gemäß dem Testament des am 7. Februar 1605 in Stendal verstorbenen Bürgermeisters Bartholomäus Schönebeck sind die Zinsen aus dem in Form von Obligationen eingebrachten Kapital im Wert von damals 4.500 Reichsthalern an die nachkommende studierende Jugend zum Besten und zur besseren Fortsetzung ihrer Studien zu verteilen (Alte Fundation). Seine Witwe Margarethe Salzwedel hat zu diesem Kapital 500 Reichsthaler hinzugegeben, so dass das Ursprungskapital der Alten Fundation 5.000 Reichsthaler betrug.
3.000 Taler waren seit 1604 bei der Stadt Hamburg für 5 %, 1.000 Taler bei den Altmärkischen und Prignitzschen Städten für 6 % angelegt, 1.000 Taler zu 6 % waren schon seit 1583 beim Stendaler Rat angelegt. Die Verschreibungen legte man in eine Truhe mit vier Schlössern, „da der Pfarr-Herr zu St. Marien allhier einen Schlüssel, der Wort-haltende Burgermeister den andern, der älteste von der Schwerd-Seite den dritten, der älteste von der Spindel-Seite den Vierten haben.“ Pfarrer, Lehrer, Kantor und Kustos zu St. Marien erhielten jährlich zu Neujahr einen Betrag zwischen 3 Gulden und 8 Schilling, insgesamt 13 Gulden 8 Schilling. 20 Gulden sollte jeweils drei Jahre lang ein armer Theologiestudent erhalten, der Stendaler Bürgersohn war und seine Studien bereits begonnen hatte. „Was von diesen Vermachungen übrig bleibet, soll man an 2. junge Gesellen, die über 18. Jahr, und auf Universitäten ziehen wollen (...) gleichmäßig verreichen,“ und zwar je einem aus der männlichen und einem aus der weiblichen Nachkommenlinie des Stifterpaares (sog. Schwert- und Spindellinie).
Diese Statuten der sog. Ersten Schönebeckschen Fundation wurden am 6. Januar 1607 von den Erben gemäß den Anordnungen des Erblassers aufgestellt. 1722 wurde der Text als Extrakt in Stendal gedruckt.
Ihr Sohn Christoph Schönebeck, der am 29. September 1662 in Berlin starb und keine Abkömmlinge hinterlassen hat, hat durch Testament vom 26. September 1662 bestimmt, dass sein Vermögen nach Abzug der von ihm aufgeführten Legate (u. a. ein gesonderter Schulfonds, der auch von der Stiftung verwaltet wurde) in die Stiftung seiner Eltern incorporiert würde. Dies ergab ein Vermögen von 9.775 Reichsthalern. Dieses Vermögen wird als Neue Fundation bezeichnet. Im Stadtarchiv Stendal ist ein Protokollbuch des Bartholomäus (II) Schönebeck erhalten, das die Berichte über die jährlichen Kuratoriumssitzungen von 1623 bis 1659 enthält. Eine 1610 beginnende Akte im Brandenburgischen Landeshauptarchiv enthält Stammtafeln der Nachkommen bis etwa 1720.
In dem Handbuch von Fabian befindet sich auch eine ausführliche Darstellung der vorhandenen Bücher. Dazu zählen u. a. Werkausgaben und Einzelschriften der Kirchenväter, von Luther, Melanchthon und anderen Reformatoren sowie jüngerer Theologen.
Das Vermögen der Stiftung betrug im Jahre 1897 etwa 125.000 Mark.
Die Stiftung unterstützte nicht nur Familienangehörige, sondern auch Familienfremde, u. a. den späteren Archäologen, Bibliothekar, Antiquar und Kunstschriftsteller Johann Joachim Winckelmann (1717–1786). Auf Anregung des Rektors der Stendaler Lateinschule Esaias Wilhelm Tappert (1666–1738), in dessen Haus der bedürftige Winckelmann aufgenommen worden war, gewährte ihm die Stiftung 1736 ein Bücherstipendium und später ein Universitätsstipendium, über das Winckelmann 1739 eine Quittung erteilte.
Eine chronologische Liste der Nachkommen von Bartholomäus Schönebeck bis 1717 ist vorhanden.
Durch Inflation und Währungsreform wurde das Vermögen (mit Ausnahme der Bibliothek) erheblich verringert. Dennoch reichen die derzeitigen Erträge aus, um entsprechend dem Stiftungszweck Studienstipendien an Nachkommen der Stifter zu gewähren, die den Nachweis durch Geburtsnachweise geführt haben.

## Schönebeck’sche Bibliothek
→ Hauptartikel: Schönebeck'sche Bibliothek
Christoph Schönebeck brachte auch seine umfangreiche Bibliothek in die Stiftung ein, die durch Bücher seines Bruders Benedikt Schönebeck erweitert wurde. Sie ist noch erhalten und befindet sich in der Marienkirche in Stendal. Die eingebrachte Schönebeck’sche Bibliothek ist nach dem Stiftungszweck zu erweitern, zu erhalten und der Öffentlichkeit zugänglich zu machen.